# Phước Sang
Phước Sang is een xã in huyện Phú Giáo, een district in de Vietnamese provincie Bình Dương.
Phước Sang ligt ten noorden van Phước Vĩnh, de hoofdplaats van het district. Phước Sang ligt in het noorden van het district en grenst in het noorden aan district Đồng Phú in de provincie Bình Phước.